# Jakub Gierszał
Jakub Gierszał (ur. 11 marca 1988 w Krakowie) – polski aktor.

## Życiorys

### Wczesne lata
Jest synem reżysera teatralnego Marka Gierszała. Urodził się w Krakowie, a gdy miał kilka miesięcy, wyjechał z rodzicami do Hamburga. W 1999 powrócił do Polski i zamieszkał w Toruniu, rodzinnym mieście matki.
Uczęszczał do toruńskiego Gimnazjum nr 11, a następnie do tamtejszego V Liceum Ogólnokształcącego. Jest absolwentem krakowskiej Państwowej Wyższej Szkoły Teatralnej (PWST) (2012).

### Kariera
W 2009 zadebiutował na ekranie rolą zbuntowanego rockmana Kazika w filmie Wszystko, co kocham w reżyserii Jacka Borcucha. Popularność przyniósł mu film Sala samobójców (2011), w którym wcielił się w postać Dominika, licealisty z bogatej rodziny, zmagającego się z depresją. Za tę rolę otrzymał nagrodę im. Zbyszka Cybulskiego i Złotą Kaczkę dla najlepszego aktora oraz nominację do Orła w kategorii najlepsza główna rola męska. Na 62. Międzynarodowym Festiwalu Filmowym w Berlinie został uhonorowany nagrodą „Shooting Star” przyznawaną najbardziej obiecującym, młodym aktorom europejskim.
W 2013 zagrał główne role w dwóch filmach niemieckojęzycznych: postać Maximiliana w Mrocznym świecie (niem. Finsterworld) Frauke Finsterwalder oraz Felixa w produkcji Diabeł z trzema złotymi włosami (niem. Der Teufel mit den drei goldenen Haaren) Marii von Heland. W 2014 wystąpił w filmie amerykańskim Dracula: Historia nieznana. W 2017 w filmie Najlepszy (reż. Łukasz Palkowski) wcielił się w postać triathlonisty Jerzego Górskiego i otrzymał drugą nominację do Orła za najlepszą główną rolę męską. W latach 2018–2022 grał w serialu Chyłka. Kolejne nominacje do Orłów otrzymał za główną rolę w filmie Jana Holoubka Doppelgänger: Sobowtór (2023) i drugoplanową rolę w filmie Marcina Koszałki Biała odwaga (2024).

## Filmografia

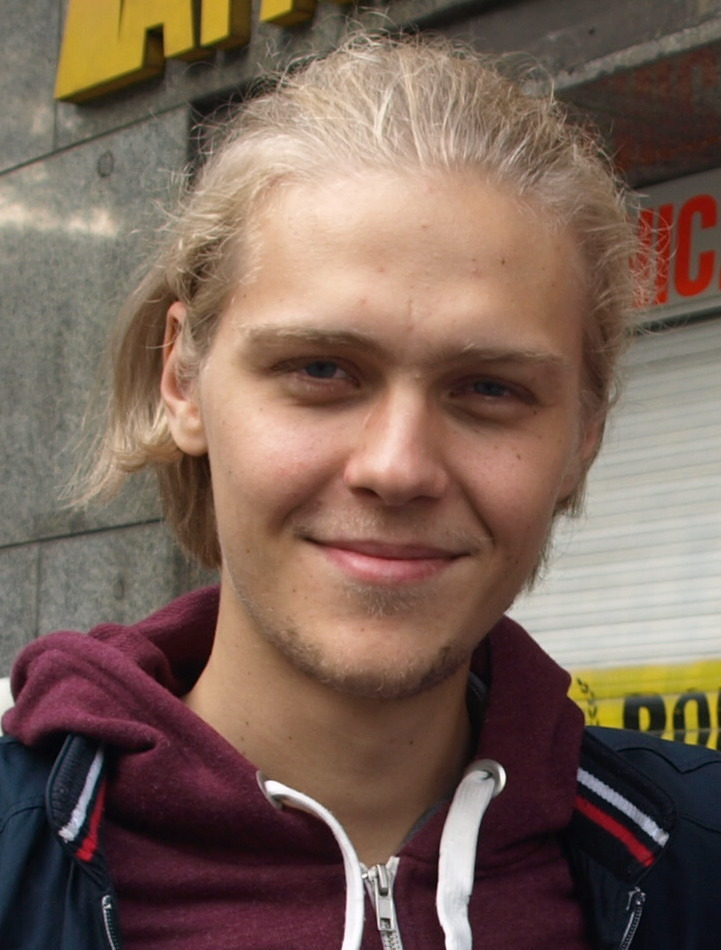
Gierszał w 2013

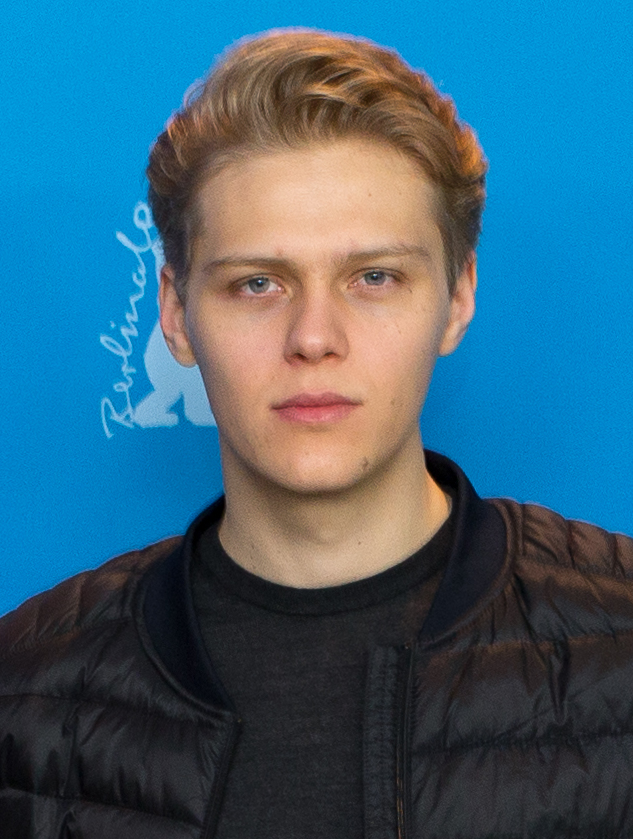
Gierszał na pokazie filmu Pokot podczas 67. Międzynarodowego Festiwalu Filmowego w Berlinie w 2017

| Filmy fabularne     | Filmy fabularne                 | Filmy fabularne                                       | Filmy fabularne                                |
| ------------------- | ------------------------------- | ----------------------------------------------------- | ---------------------------------------------- |
| Rok                 | Tytuł                           | Reżyser                                               | Rola                                           |
| 2009                | Wszystko, co kocham             | Jacek Borcuch                                         | Kazik                                          |
| 2010                | Milion dolarów                  | Janusz Kondratiuk                                     | Pawełek Leo                                    |
| 2011                | Sala samobójców                 | Jan Komasa                                            | Dominik Santorski                              |
| 2012                | Yuma                            | Piotr Mularuk                                         | „Zyga”                                         |
| 2012                | Nieulotne                       | Jacek Borcuch                                         | Michał                                         |
| 2012                | Aspekt życa                     | John Jencks                                           | Lukas                                          |
| 2013                | Mroczny świat                   | Frauke Finsterwalder                                  | Maximilian Sandberg                            |
| 2013                | Diabeł z trzema złotymi włosami | Maria von Heland                                      | Felix                                          |
| 2014                | Dracula: Historia nieznana      | Gary Shore                                            | Acemi                                          |
| 2015                | Performer                       | Maciej Sobieszczański                                 | kolekcjoner                                    |
| 2015                | Hiszpanka                       | Łukasz Barczyk                                        | Krystian Ceglarski                             |
| 2015                | Córki dancingu                  | Agnieszka Smoczyńska                                  | basista Mietek                                 |
| 2015                | Der Liebling des Himmels        | Dani Levy                                             | Leo Sorel                                      |
| 2016                | Zgoda                           | Maciej Sobieszczański                                 | Erwin                                          |
| 2016                | Moris z Ameryki                 | Chad Hartigan                                         | Per                                            |
| 2017                | PolandJa                        | Cyprian Olencki                                       | Artur                                          |
| 2017                | Pokot                           | Agnieszka Holland                                     | Dyzio                                          |
| 2017                | Najlepszy                       | Łukasz Palkowski                                      | Jerzy Górski                                   |
| 2017                | Pomiędzy słowami                | Urszula Antoniak                                      | Michael                                        |
| 2019                | Powrót Birbanta. Rekonstrukcja  | Piotr Szczepański                                     | birbant                                        |
| 2019                | Giraffe                         | Anna Sofie Hartmann                                   | Lucek                                          |
| 2021                | Najmro. Kocha, kradnie, szanuje | Mateusz Rakowicz                                      | Antos                                          |
| 2023                | Zadra                           | Grzegorz Mołda                                        | Motyl                                          |
| 2023                | Doppelgänger. Sobowtór          | Jan Holoubek                                          | Józef Wieczorek vel Hans Steiner               |
| 2024                | Ultima Thule                    | Klaudiusz Chrostowski                                 | Bartek                                         |
| 2024                | Biała odwaga                    | Marcin Koszałka                                       | Wolfram von Kamitz                             |
| 2024                | Kolory zła: Czerwień            | Adrian Panek                                          | prokurator Leopold Bilski                      |
| 2024                | Simona Kossak                   | Adrian Panek                                          | Lech Wilczek                                   |
| Seriale telewizyjne |                                 |                                                       |                                                |
| 2015                | Przekraczając granice           | Michael Wenning                                       | Jovan Petric (seria 3, odcinek 9)              |
| 2018–2022           | Chyłka                          | Łukasz Palkowski (serie 1–5) Marek Wróbel (serie 2–5) | Piotr Langer Junior                            |
| 2019                | Das Boot                        | Andreas Prochaska                                     | Schmidt (odcinki 3 i 4)                        |
| 2021                | Tatort                          | Niki Stein                                            | Nicolai Timofejew (odcinek 1164)               |
| 2023                | Nieobojętni                     | Krzysztof Komander                                    | Kacper (odcinki 1 i 2)                         |
| 2024                | Biała odwaga                    | Marcin Koszałka                                       | Wolfram von Kamitz                             |
| 2024                | Doppelgänger. Sobowtór          | Jan Holoubek                                          | Józef Wieczorek vel Hans Steiner (odcinki 1–4) |
| 2025                | Langer                          | Łukasz Palkowski                                      | Piotr Langer Junior                            |
| Teatr Telewizji     |                                 |                                                       |                                                |
| 2013                | Pamiętnik pani Hanki            | Borys Lankosz                                         | oficer                                         |
| 2013                | Moralność pani Dulskiej         | Marcin Wrona                                          | Zbyszko Dulski                                 |
| 2015                | Amazonia                        | Bodo Kox                                              | Mundek                                         |

## Teatr
Aktor
- 2010: Hamlet Williama Shakespeare’a (reż. Jan Peszek) – Hamlet I/Ozryk (PWST w Krakowie)[5]
- 2012: Miasto snu Alfreda Kubina (reż. Krystian Lupa) – Niebieskooki (Teatr Rozmaitości w Warszawie)[5]

Asystent reżysera
- 2018: Trucizna Lota Vekemansa (reż. Marek Gierszał; Krakowski Teatr Scena STU)[5]

## Nagrody i wyróżnienia

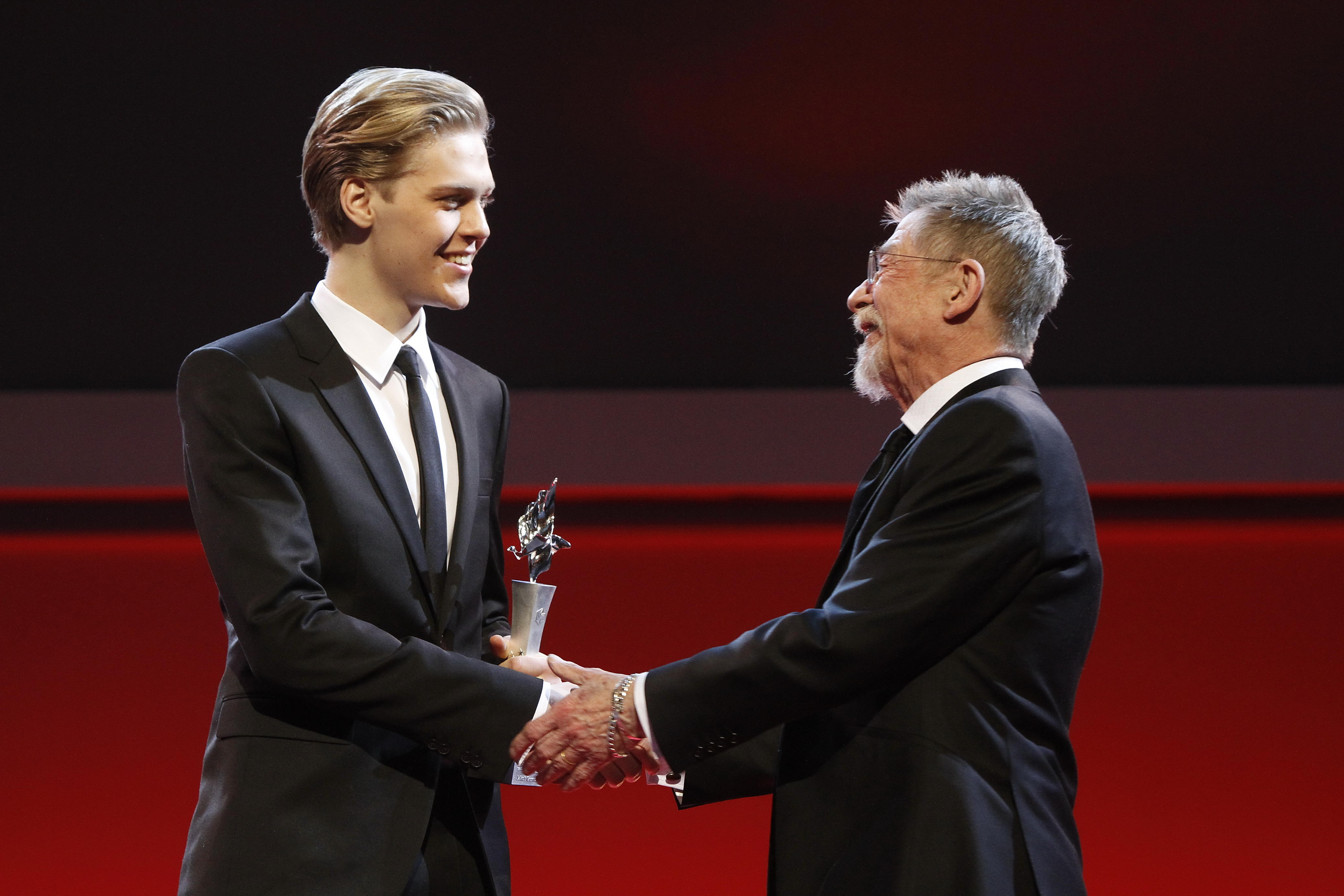
Gierszał odbierający nagrodę „Shooting Star” na 62. Międzynarodowym Festiwalu Filmowym w Berlinie w 2012

- 2011: nominacja do nagrody im. Zbyszka Cybulskiego za rolę w filmie Sala samobójców[4],
- 2011: Nagroda Publiczności im. Zbyszka Cybulskiego za rolę w filmie Sala samobójców[4],
- 2011: Złota Kaczka miesięcznika „Film” dla najlepszego aktora sezonu 2010/2011 za rolę w filmie Sala samobójców[4],
- 2012: nominacja do Polskiej Nagrody Filmowej „Orzeł” za najlepszą główną rolę męską w filmie Sala samobójców[6],
- 2012: nagroda Festiwalu Polskich Filmów „Ekran” za rolę męską w filmie Sala samobójców[4],
- 2012: nagroda „Shooting Star” na 62. Międzynarodowym Festiwalu Filmowym w Berlinie dla najbardziej obiecującego, młodego aktora europejskiego za rolę w filmie Sala samobójców[7],
- 2012: nagroda specjalna Tofifest „Flisak” przyznawana przez prezydenta Torunia filmowcom związanym z regionem kujawsko-pomorskim[8],
- 2012: nagroda Tofifest „Złoty Anioł” dla wschodzącej gwiazdy kina europejskiego[8],
- 2012: nominacja do Złotej Kaczki miesięcznika „Film” dla najlepszego aktora sezonu 2011/2012 za rolę w filmie Yuma[9],
- 2015: wyróżnienie aktorskie Festiwalu Teatru Polskiego Radia i Teatru Telewizji Polskiej „Dwa Teatry” za rolę w spektaklu Amazonia[4],
- 2016: nominacja do Węża za występ poniżej talentu w filmie Hiszpanka[10],
- 2017: nagroda specjalna za najlepsze kreacje aktorskie na 22. Forum Kina Europejskiego „Cinergia”[4],
- 2017: nagroda australijskich dystrybutorów „Złoty Kangur” na 42. Festiwalu Polskich Filmów Fabularnych w Gdyni za role w filmach Najlepszy, Pomiędzy słowami, Zgoda i Pokot[4],
- 2018: nominacja do Polskiej Nagrody Filmowej „Orzeł” za najlepszą główną rolę męską w filmie Najlepszy[4],
- 2018: nagroda „Jańcio Wodnik” na Ogólnopolskim Festiwalu Sztuki Filmowej „Prowincjonalia” za najlepszą rolę męską w filmie Najlepszy[4],
- 2018: nagroda specjalna RMF Classic „Bo wARTo!” dla młodego aktora[4],
- 2018: nagroda 11. Festiwalu Filmów Polskich „Wisła” w Moskwie za najlepszą rolę męską w filmie Najlepszy[11],
- 2019: odsłonięcie „Katarzynki” w Piernikowej Alei Gwiazd na toruńskim Rynku Staromiejskim[3],
- 2023: nagroda w Konkursie Filmów Mikrobudżetowych na 48. Festiwalu Polskich Filmów Fabularnych w Gdyni za rolę w filmie Ultima Thule[4],
- 2024: nominacja do Polskiej Nagrody Filmowej „Orzeł” za najlepszą główną rolę męską w filmie Doppelgänger. Sobowtór[4],
- 2024: nagroda Art Film Festiwalu w Koszycach dla najlepszego filmu z Europy Środkowo-Wschodniej za film Ultima Thule (jako producent)[4],
- 2024: Grand Prix Festiwalu Filmowego Opolskie Lamy w Konkursie Filmów Fabularnych za film Ultima Thule (jako producent)[4],
- 2024: nagroda Festiwal Polskich Filmów „Ekran” w Toronto za rolę męską w filmie Doppelgänger. Sobowtór[4],
- 2024: nagroda Festiwalu Filmu Polskiego Fundacji Kościuszkowskiej w Waszyngtonie dla najlepszego aktora za rolę w filmie Doppelgänger. Sobowtór[4],
- 2025: nominacja do Polskiej Nagrody Filmowej „Orzeł” za najlepszą drugoplanową rolę męską w filmie Biała odwaga[4].